# علم الأعصاب المعرفي للأحلام
يعود الاهتمام العلمي بالأحلام إلى أوائل القرن العشرين منذ ظهور تفسيرات سيغموند فرويد. مع ذلك، بقي علم أعصاب الأحلام مُساء فهمه حتى ظهور الفوارق الحديثة. وفرت المعلومات المتاحة عبر تقنيات تصوير الدماغ الحديثة أسسًا جديدة لدراسة الدماغ الحالم. قدمت الحدود التي وفرتها هذه التقنية فهمًا متغيرًا باستمرار للحلم؛ ما يزال هنالك أسئلة حول وظيفة الأحلام ومحتواها حتى الآن.
أبلغ جورج همفري وأوليفر زانغويل عن الملاحظات الأولية لعلم أعصاب الأحلام في عام 1951. أشار تقريرهما إلى حالتين من إصابات الدماغ الناتج عنها توقف أحلام كامل أو جزئي. عانى كلا المريضين من تلف في المناطق الجدارية الخلفية، إذ شملت واحدة منها الجانب الأيسر من المناطق الجدارية القذالية. شملت الآثار الإضافية العمى الشقي، ونقص التخيل التصويري (في حالة اليقظة) واضطرابات في الذاكرة البصرية. أفاد المريضان بقتامة صورهم المرئية وصعوبة استحضارها. على الرغم من عرض همفري وزانغويل لحالتين فقط في تقريرهما، إلا أنهما قدما أفكارًا أولية حول المكونات العصبية للأحلام، وخاصة ارتباط مناطق الدماغ الأمامي والربط بين التصوير المرئي والقدرة على الحلم.

## المشاكل المنهجية في دراسات الأحلام العلمية
يوجد عدد من الصعوبات التي تواجهها دراسات التجارب الذاتية مثل الأحلام. تزخر المنهجيات المستخدمة في دراسة الأحلام بالتعقيدات والقيود المفاهيمية.

### الاعتماد على التقرير الشفهي
يُعتبر الاعتماد الضروري على التقارير الشفهية أحد أهم نقاط الضعف في دراسات الأحلام. إذ يُختزل حدث الحلم في تقرير شفهي لا يمثل تجربة الحلم الخاصة بالشخص، بل ذاكرته عنها. تتعرض هذه التقارير الشفهية أيضًا لخطر التأثر بعدد من العوامل. أولًا، تتضمن الأحلام عددًا من العناصر الحركية والعاطفية والحسية الزائفة. يكون تقرير الحلم سرديًا فقط، ما يزيد صعوبة التقاط الصورة بأكملها. تواجه التقارير الشفهية صعوبات أخرى مثل النسيان. تنشأ الأحلام والتقارير في حالتين مختلفتين للوعي ما يؤدي إلى تأخير بين حدث الحلم وتذكره أثناء اليقظة. يحدث خلال هذا الوقت نسيان التأخر الذي ينتج عنه تقرير غير مكتمل. يتناسب النسيان مع المدة الزمنية المنقضية بين التجربة وتذكرها. أيضًا، يتعرض التذكر لتداخل أثناء مرحلة الاستحضار ويتعذر استحضار بعض المعلومات. من الممكن أن تؤثر إعادة بناء الحلم من الذاكرة أثناء اليقظة على دقة التذكر إذ قد يقدم الشخص معلومات أكثر من تلك المختبرة بالفعل، وقد يعيد ترتيب الأحداث وتسلسلها. تمثل صعوبة الوصف اللفظي للتجارب البصرية الذاتية الموجودة في الأحلام مشكلة أخرى (مثل الأشياء غير الواقعية، والتجارب الغريبة والعواطف). علاوة على ذلك، قد يتعمد الأشخاص الفشل في الإبلاغ عن تجارب الأحلام المحرجة، أو غير الأخلاقية أو الخاصة خشية إطلاق الأحكام عليهم، ما ينتج عنه تقارير مراقبة غير كاملة.

### بيئة مختبرات النوم
تُعتبر بيئة مختبرات النوم مصدرًا رئيسيًا آخر للمشاكل المنهجية. إذ تُعد هذه المختبرات بيئة غير طبيعية وصعبة للنوم فيها. قد يشعر الأشخاص المشاركون في التجربة بعدم الراحة والقلق، ما يجعل النوم أكثر صعوبة ورديء النوعية. هذا هو تأثير الليلة الأولى المعروف. من الممكن أن يستغرق التكيف الكامل مع مختبر النوم أربعة أيام أو أكثر، وهي مدة أطول من مدة معظم الدراسات المختبرية. أيضًا، لوحظ تغير محتوى الأحلام في المختبر عن نظيراتها في المنزل. وبالمثل، يمكن لبيئة المختبر تغيير محتوى الأحلام المستحضرة من الاستيقاظ العفوي في نهاية نوم الليل، كما يتضح من التكرار المرتفع للمراجع المختبرية في الاستيقاظ العفوي الصباحي لتقارير أحلام حركة العين السريعة «آر إي إم» وحركة العين غير السريعة «إن آر إي إم».

### مخاوف إحصائية
تشكل المخاوف الإحصائية في دراسات الأحلام سببًا آخر للمشاكل المنهجية. استخدم العديد من الباحثين عينات صغيرة في تخطيط الإحصائيات المتثابتة (تقنية لاختبار اختلافات نشاط الدماغ المسجل خلال تجارب التصوير العصبي الوظيفي) ودراسات النوم. يجب تفسير نتائج هذه العينات الصغيرة بحذر بسبب المشاكل الإحصائية الكامنة المرتبطة بصغر العينات.

### القيود التكنولوجية
تطرح القيود التكنولوجية بدورها بعض المشاكل المنهجية. لا تستطيع مقاييس نشاط الدماغ العالمية، مثل متوسط جهد تخطيط كهربية المخ (إي إي جي) أو تدفق الدم الدماغي، تحديد المجموعات العصبية المؤثرة الصغيرة مثل الموضع الأزرق ونواة الرفاء والنواة السقيفية السويقية الجسرية، التي تكشف تفاصيل الحلم الميكانيكية والوظيفية. على الرغم من هذه العيوب، إلا أن صحة النتائج والبيانات السريرية المحصلة من التصوير العصبي متفق عليها على نطاق واسع، ما يؤكد على ضرورة التصوير العصبي كأداة أساسية في علم الأعصاب المعرفي.

### تأويلات الآفة والتنشيط
يقدم المرضى المصابون بتلف الدماغ معلومات قيمة لكنها نادرة حول آليات الدماغ البشري. لاحظ يوجين أسيرينسكي وناثانيال كليتمان نوم حركة العين السريعة «آر إي إم» وخلصا إلى اعتباره تجلي فيزيولوجي للحلم. كان من المفترض أن يشكل هذا قفزة علمية في فهم عملية مراوغة كالحلم. في الواقع، أفاد 95% من الأشخاص المستيقظين خلال فترة «آر إي إم» أنهم اختبروا الأحلام بينما أبلغ ما يقارب 5-10% منهم فقط عن أحلام بعد استيقاظهم خلال فترة النوم غير الريمي «إن آر إي إم»

## مقارنة تقارير أحلام حركة العين السريعة «آر إي إم» وغير السريعة «إن آر إي إم»
توجد العديد من الاختلافات الهامة بين تقارير أحلام حركة العين السريعة وحركة العين غير السريعة. يختلف الخبراء حول وجود اختلافات نوعية بينهما، ولكن هنالك إجماع عام على وجود اختلافات كمية.
تجدر الملاحظة أن تواتر تقارير الأحلام التالية للاستيقاظ من مرحلة «آر إي إم» مرتفع وتكرارها أكبر من الأحلام التالية للاستيقاظ من مرحلة «إن آر إي إم». ترتبط تقارير الأشخاص الخاضعين للتجربة بطول فترة نوم حركة العين السريعة. يزداد عدد الكلمات ومدة الحلم المقدرة ذاتيًا مع زيادة مدة نوم حركة العين السريعة السابقة، ما يكشف عن علاقة إيجابية. تميل تقارير الاستيقاظ من فترة «آر إيم إم» إلى أن تكون أطول ومتعددة الدوارج إدراكيًا، بالإضافة إلى حدتها شعوريًا وأقل تذكرًا بحياة اليقظة من استيقاظ فترة «إن آر إي إم». يستطيع الخبراء التمييز ما بين تقارير أحلام «آر إي إم» و«إن آر إي إم» غير المعدلة، بينما يستطيع بعض الأشخاص الخاضعين للتجربة التمييز ما إذا استيقظوا من مرحلة «آر إيم إم» أو «إن آر إي إم».
تشتمل خصائص نوم حركة العين السريعة باستمرار على مجموعة متماثلة من الميزات. بينما يعتقد الأشخاص الحالمون بانتظام أنهم مستيقظون إلا في حال الحلم الواعي. تحتوي الأحلام على تصورات زائفة متعددة الدوارج؛ توجد أحيانًا إحدى الوسائل الحسية أو جميعها، لكنها غالبًا ما تكون بصرية وحركية. يمكن لصور الحلم التغير بسرعة وعادةً ما تكون ذات طبيعة غريبة، ولكن تشمل التقارير أيضًا العديد من الصور والأحداث التي تشكل جزءًا من الحياة اليومية. يوجد في الأحلام انخفاض الانعكاس الذاتي أو غيابه أو غيره من أشكال ما وراء المعرفة مقارنة مع حياة اليقظة. تتميز الأحلام أيضًا بنقص في «الاستقرار التوجهي؛ الأشخاص، والأوقات والأماكن مندمجة، ومرنة، وغير منسجمة ومتقطعة». بالإضافة إلى ذلك، تشكل الأحلام سردًا فرديًا وحيدًا للشرح ودمج كل عناصر الحلم. أخيرًا، تتكرر النشاطات ذهنية الشبيهة بالأفكار وتصورات المخاوف الحالية بشكل أكبر في تقارير «إن آر إي إم» منها في تقارير «آر إي إم».